# Накры
На́кры (тур., чагат., кыпч. nakara — литавра, барабан) — русский ударный музыкальный инструмент в виде небольших парных керамических литавр, сверху обтянутых кожей, по которым ударяют деревянными палочками.
Появились примерно в XI—XII веке как ратный инструмент, использовавшийся при нападении неприятеля и во время сражений. Корпус из меди. Их привязывали у седла перед всадником. Литавру огромных размеров, называемую набат, перевозили на четырёх лошадях и били по ней одновременно восемь человек.
В XVI—XVII веках накры применялись в придворном музицировании, где существовала специальная должность накрачея. В начале XX века В. В. Андреевым была предпринята попытка реконструировать и ввести глиняные накры в состав оркестра русских народных инструментов, но в итоге их заменили оркестровыми литаврами.